# Aphanes cornucopioides
Aphanes cornucopioides es una hierba anual, de pequeño tamaño, de la familia de las rosáceas.

## Descripción
Planta rígida de ± 15cm. de tallos erectos, rara vez tendidos o rastreros. Hojas con 2 o 3 nervios. Limbo ensanchado dividido en 3 segmentos y estos a su vez divididos en 2 o más lóbulos. Estípulas de hasta 1 cm, imbricadas, divididas hasta casi la mitad de su longitud en 10-14 dientes, triangulares u ovados. Inflorescencias en cimas opuestas a las hojas y ocultas por las estípulas. Flores actinomorfas, hermafroditas, tetrámeras, sin pétalos (apétalas); Receptáculo ovoide. Aquenio sésil, totalmente encerrado en el receptáculo.
Hábitat
Especie común en suelos sueltos, pedregosos, en claros de encinares basófilos.
Distribución
Centro y sur de la península ibérica, muy rara en el este España Corcega, NW de África (Marruecos)

## Taxonomía
Apera interrupta descrito por Mariano Lagasca y Segura Publicado en: Genera et species plantarum, quae aut novae sunt aut nondum recte cognoscuntur  (Abrev. Gen. Sp. Pl.) 1816
99. APHANES cornucopioides : caule flexuoso erecto, stipulis amplexicaulibus subimbricato: foliis tripartita ad stipulam sessilibus. Pianta annua, pìlosa 1-3 pollicaris. —- Stìpulae cordatae, coocavae, maximae, incissae, imbricatae caulem vestiunt. Folta trirpartita, laciniis 2-3 fidis, cum stipulis confluentia. Flores glomerati, axillares. Semen unicum.— H. in arvis circa Matritum.

## Sinonimia
- Alchemilla arvensis subsp. cornucopioides (Lag.) Jahand. & Maire
- Alchemilla arvensis var. cornucopioides (Lag.) Fiori
- Alchemilla cornucopioides (Lag.) Roem. & Schultes